# Bandeira do Azerbaijão
A bandeira do Azerbaijão é uma bandeira tricolor composta por três faixas horizontais de tamanho igual, sendo azul a superior, vermelha a central e verde a inferior. No centro da faixa vermelha, aparecem uma lua crescente branca e uma estrela de oito pontas também de cor branca.
A cor azul representa a origem turca da nação azerbaijana, o vermelho simboliza a modernização e o progresso, e a cor verde mostra a civilização islâmica.
Esta bandeira foi adotada oficialmente em 5 de fevereiro de 1991.
As cores oficiais foram divulgadas em um decreto de 2004 intitulado "As Regras da Bandeira Nacional da República do Azerbaijão". As cores, especificadas no sistema de cores Pantone são:
| Cor | Nome     | RGB       | Hex     | Pantone |
| --- | -------- | --------- | ------- | ------- |
|     | Azul     | 0-151-195 | #0097c3 | 306 C   |
|     | Vermelho | 224-0-52  | #e00034 | 185 C   |
|     | Verde    | 0-174-101 | #00ae65 | 3405 C  |

## Outras bandeiras

Bandeira naval do Azerbaijão

## Bandeiras históricas
A atual bandeira já havia sido utilizada em 1918, quando a República Democrática do Azerbaijão conseguiu sua independência do Império Russo durante a Revolução e sua posterior guerra civil. Esta bandeira (cuja única diferença era a posição da lua crescente e da estrela e seus tamanhos) durou até 1920, ano em que o país e anexado a União Soviética. A partir desta data, adota-se uma bandeira vermelha com a inscipção ССРА (iniciais em cirílico da República Socialista Soviética do Azerbaijão) no canto superior. Em 1937 se adiciona a foice e o martelo e se trocam as iniciais por AzSSR em caracteres latinos. Na década de 1940, se trocam os caracteres latinos por cirílicos, ficando АзССР. Em 7 de outubro de 1952, se adota uma nova bandeira, que é similar a da URSS, mas com uma faixa azul na parte inferior.

Bandeira da República Democrática do Azerbaijão
Bandeira de 1920 a 1921
Bandeira de 1921 a 1922
Bandeira de 1922
Bandeira da Transcaucasia, de 1922 até 1936
Bandeira de 1937 a 1939
Bandeira de 1939 a 1952
Bandeira da RSS de Azerbaijão, vigente de 1952 a 1991.